# سون وی
سون وی (انگلیسی: Sun Wei؛ زادهٔ ۱۲ اوت ۱۹۹۵) ژیمناست هنری اهل چین است.